# ハリハラ1世
ハリハラ1世（テルグ語：మొదటి హరిహర రాయలు, タミル語：முதலாம் ஹரிஹரர், Harihara I, 生年不詳 - 1356年）は、南インドのヴィジャヤナガル王国、サンガマ朝の君主（在位：1336年 - 1356年）。ハリハラ、ハッカ（Hakka）の名でも知られる。

## 生涯
ハリハラとその弟ブッカは、デカンのカーカティーヤ朝あるいは南インドのホイサラ朝の家臣だった。
1323年、デリー・スルターン朝のトゥグルク朝の軍勢が両王朝を攻め、ハリハラとブッカはその際に捕虜となり、デリーへと連行された。彼ら2人はデリーに連行され、イスラーム教に改宗して、トゥグルク朝の君主ムハンマド・ビン・トゥグルクに仕えたとされる。
当時、ムハンマド・ビン・トゥグルクは、ハリハラとブッカを南インドのカルナータカ地方に派遣してその統治に当たらせていたが、1334年にタミル地方でマドゥライ・スルターン朝が独立すると、彼ら2人もまた独立の野望を持つようになっていた。
1336年、ハリハラとブッカはトゥグルク朝に対して独立を宣し、ハリハラは王位を宣し、首都ヴィジャヤナガルの建設に取り組んだ。その王朝は彼ら二人の父サンガマの名を取って、サンガマ朝と呼ばれることとなった。
それと同時に、ハリハラとブッカはイスラーム教からヒンドゥー教に改宗し、カーストに再加入こととしたが、これは独立するよりも難しいことであったとされる。なぜなら2人はイスラームに改宗したことでアウト・カーストになってしまい、当時の法規に乗っ取れば、カースト再加入は不可能であった。
しかし、この地方のヒンドゥーの宗教指導者ヴィディヤーラニヤは、ハリハラとブッカのカースト再加入を認めたばかりか、ハリハラがこの地方の神ヴィルーパークシャの代理であるとした。したがって、神の認めたものを問題にすることはできないとして、すべての禁忌を取り除いた。
こうして、ハリハラは人々にその統治を認められわけだが、これと同時にこの王朝は宗教と深い結びつきになり、宗教指導者の歓心を買うために寺院に多額の寄付をすることが、彼とそれ以降の王の慣習となった。
とはいえ、ヴィジャヤナガル王国の成立はヒンドゥーの復興を表したとされるものの、王家の保護は主に古い寺院を飾ったり、新しい寺院を建築したりすることに向けられ、反ムスリムの立場に立ったわけではなかった。
1342年、ホイサラ朝の王バッラーラ3世がマドゥライ王国との戦いで命を落とすと、ヴィジャヤナガル王国はその領土に侵攻し、1346年にホイサラ朝を滅ぼして王国の版図を広げた。
それからまもなく、1347年にデカンにバフマニー朝が建国されると、この王朝はヴィジャヤナガル王国の北方における最たる敵となった。また、アーンドラ地方にはレッディ王国も存在し、タミル地方にはマドゥライ・スルターン朝と言った敵に囲まれていたため、更なる富の確保が必要となった。
国庫収入の増大はもはや必要事項であり、森林は伐採され、開拓民が入植し、大規模な貯水池やダムが建設され、既存の地租制度と徴税機構が有効に使用された。増大した収入により、軍備拡張がすすめられ、トルコ人の傭兵を積極的に登用して騎兵軍が強化されるとともに、封臣からの招集軍に関しては厳しい監査がなされた。
1356年、ハリハラ1世は死亡したが、息子がいなかったため、弟のブッカがブッカ1世としてその跡を継いだ。